# Уэзерилл, Бернард
Брюс Бернард «Джек» Уэзерилл, барон Уэзерилл (англ. Bruce Bernard "Jack" Weatherill, 25 ноября 1920, Саннингдейл, Гилфорд, Беркшир — 6 мая 2007, Катэрэм, Суррей) — британский политик, член Консервативной партии Великобритании, Спикер Палаты общин (1983—1992 гг.), пожизненный пэр.

## Биография
Родился в семье Энни Гертруды и Бернарда Брюса Уэзериллов. Он и его сестра-близнец Маржери получили в семье прозвища Джек и Джилл. Именно этим прозвищем предпочитал пользоваться всю жизнь. После получения образования в колледже Малверн, в 17 лет получил профессию портного в семейном бизнесе Bernard Weatherill Ltd, располагавшимся на Сэвиль-Роу.
Через несколько дней после начала Второй мировой войны поступает в армию в качестве рядового в пехотный полк Оксфордшира и Бакингемшира. В 1941 году получает перевод в 4-й/7-й драгунский гвардейский полк, где к 1943 году дослуживается до звания капитана. После перевода в Бирму служил в 19-м Личном Уланском полку короля Георга V. Находясь на службе в регионе Бенгалии, Уэзерилл активно изучал местную культуру и язык урду. После того, как был свидетелем Голода в Бенгалии в 1943 году, стал вегетарианцем. Вышел в отставку в 1946 году после семи лет службы.
Возвратившись из армии, вернулся в семейный бизнес, где к 1967 году стал председателем совета директоров. После слияния в 1969 году с другой мастерской стал главой объединённой фирмы. После ухода с поста члена Парламента в 1992 году вернулся к своим обязанностям в компании. Одежда его дизайна и производства хранится в музее Виктории и Альберта и других музейных коллекциях. Всегда носил в кармане наперсток, чтобы не забывать о своих корнях вне зависимости от того, каких больших успехов добьётся. Был членом трёх гильдий Лондонского Сити, и с 1949 года — свободным гражданином Лондонского Сити, что позволяет вступать в ливрейные компании (гильдии).

## Политическая карьера
15 октября 1963 года был избран в Палату общин Британского парламента от избирательного округа Кройдон Северо-Запад в качестве кандидата от Партии консерваторов. Спустя три года стал партийным кнутом, еще через шесть лет — заместителем главного кнута. Переизбирался на свое место семь раз (в 1986 году как независимый кандидат), пока не вышел в отставку в 1992 году.
С октября 1971 по апрель 1972 года был вице-камергером королевского двора. Занимаемая, как правило, одним из кнутов правящей партии должность предполагает ежедневное составление отчётов для монарха о заседаниях Палаты общин, обсуждениях и даже сплетнях в кулуарах. После этого занял должность контроллера королевского двора. 8 января 1980 года вошел в Тайный совет Её Величества.
Сыграл значительную роль в разрешении политического кризиса и отставке лейбористского правительства Джеймса Каллагэна в 1979 году. Накануне голосования о выражении вотума недоверия правительству 28 марта 1979 года к Уэзериллу обратился заместитель главного кнута лейбористов Уолтер Харрисон для «размена парами» (англ. pairing). «Размен парами» является не официальным правилом, а традицией и джентльменским соглашением между правящей партией и оппозицией, которое подразумевает отвод одного из членов парламента в обмен на не имеющего возможности явиться для голосования по уважительной причине члена другой партии. Один из заслуженных лейбористов Альфред Бротон был серьёзно болен. Его отсутствие означало, что лейбористы проиграют голосование по вотуму, так как им не хватит одного голоса. Харрисон запросил у Уэзерилла «пару» для Бротона, но консерватор отказал на основании того, что он не найдет члена парламента, который будет готов рискнуть карьерой и воздержаться на таком важном голосовании. После требования о соблюдении традиции Уэзерилл предложил свою кандидатуру, потому что считал бесчестным не уважать джентльменские соглашения и нарушить данное слово. Харрисон был так поражён самоотверженностью Уэзерилла, что отказался от «пары» и освободил его от обязательства исполнять традицию в этом случае. Правительство проиграло голосование с разницей в один голос. Альфред Бротон умер спустя пять дней.
В 1979 году становится вице-спикером, а 16 июня 1983 года был избран спикером Палаты общин и пребывал в должности до апреля 1992 года. Стал первым широко известным обычной публике спикером, поскольку именно при его председательстве в палату допустили телевизионные камеры, в том числе для съемок «Вопросов Премьер-министру». Стал последним спикером, носившим церемониальный парик. Добился для Парламента привилегий узнавать о введении новых правительственных стратегий и правил до того, как они будут объявлены для прессы.
После отставки в 1992 году правительство подало ходатайство перед монархом о присвоении Уэзериллу титула пэра, как это принято для всех бывших спикеров. В июле 1992 года Бернард Уэзерилл получил пожизненное пэрство и титул барона Уэзерилла из Северо-Западного Кройдона. Заседал в Палате лордов в качестве независимого члена (также традиция для бывших спикеров вне зависимости от их партийной принадлежности). С 1995 по 1999 года был организатором для независимых (аналог партийного кнута). Внёс большой вклад в разработку законопроекта о реформе Палаты лордов 1999 года. В том числе им была предложена поправка, получившая его имя. Она легитимизировала тайное соглашение, заключенное премьер-министром Тони Блэром и виконтом Кранборном, и позволила 92 потомственным пэрам сохранить за собой места в Палате лордов.

## Награды и почетные звания
С 1983 по 2000 год был вице-канцлером Ордена Святого Иоанна, с 1992 года — рыцарем.
В 1993 году был награжден Полумесяцем Пакистана второй степени.
В 1994 году получил звание заместителя лорда-наместника Кента.